# Четирипръста саламандра
Четирипръста саламандра (Hemidactylium scutatum) е вид земноводно от семейство Безбелодробни саламандри (Plethodontidae). Видът не е застрашен от изчезване.

## Разпространение
Разпространен е в Канада (Квебек, Нова Скотия, Ню Брънзуик и Онтарио) и САЩ (Алабама, Арканзас, Вашингтон, Вирджиния, Върмонт, Делауеър, Джорджия, Илинойс, Индиана, Кентъки, Кънектикът, Луизиана, Масачузетс, Мейн, Мериленд, Минесота, Мисисипи, Мисури, Мичиган, Ню Джърси, Ню Йорк, Ню Хампшър, Охайо, Пенсилвания, Род Айлънд, Северна Каролина, Тенеси, Уисконсин и Южна Каролина).

## Описание
Продължителността им на живот е около 8,9 години. Популацията на вида е стабилна.